# Spongiaxius brucei
Spongiaxius brucei är en kräftdjursart som först beskrevs av Sakai 1987.  Spongiaxius brucei ingår i släktet Spongiaxius och familjen Axiidae. Inga underarter finns listade i Catalogue of Life.